# Leucon longirostris
Leucon longirostris är en kräftdjursart som beskrevs av Sars 1871. Leucon longirostris ingår i släktet Leucon och familjen Leuconidae. Inga underarter finns listade i Catalogue of Life.